# Berești-Meria
Berești-Meria – wieś w Rumunii, w okręgu Gałacz, w gminie Berești-Meria. W 2011 roku liczyła 526 mieszkańców.